# Torpedo (bande dessinée)
Pour les articles homonymes, voir Torpedo (homonymie).
Torpedo (ou Torpedo 36) est une série de bande dessinée policière publiée en Espagne de 1981 à 2000 et traduite dans plusieurs langues. Elle est écrite par Enrique Sanchez Abuli et dessinée par Jordi Bernet après deux premières histoires dues à Alex Toth. Conçue en noir et blanc, elle a été coloriée pour les éditions françaises par Évelyne Tranlé (tomes 4 à 10) et Marta Cardona (tomes 11 à 13).
Cette série cynique est constituée de courtes histoires noires. Elle met en scène le tueur à gages Lucas Torelli (alias Torpedo) et son acolyte Rascal, aux États-Unis vers 1936.
La série a reçu l'Alfred du meilleur album étranger traduit en français au Festival d'Angoulême 1986.

## Périodiques
Les premiers épisodes sont publiés dans le magazine espagnol Creepy, puis dans L'Écho des savanes.

## Publications francophones

### Albums
1. Tuer c'est vivre, Albin Michel,1983.
2. Mort au comptant, Albin Michel, 1984.
3. Ni fleurs ni couronnes, Albin Michel, 1984.
4. Chaud devant !, Albin Michel, 1985.
5. En voiture, Simone., Albin Michel, 1986.
6. Sale temps !, Albin Michel, 1987.
7. Sing-Sing Blues, Comics USA, 1987.
8. Monnaie de singe, Comics USA, 1988.
9. Debout les morts, Comics USA, 1988.
10. Dieu reconnaîtra les tiens !, Comics USA, 1990.
11. Rien ne sert de mourir, Comics USA, 1994.
12. Devine qui va morfler ce soir..., Comics USA, 1995.
13. Cuba, Glénat, 1997.
14. Adieu, gueule d'amour, Glénat, 1999.
15. Affreux, sales, bêtes, méchants et immondes, Toth, 2004.

- 9 Nouvelles sanglantes, Glénat, 1988. Nouvelles illustrées.
- Intégrale, Vents d'Ouest, coll. « Turbulences », 2006  (ISBN 2749303397).